# 에든버러
에든버러 또는 에딘버러(영어: Edinburgh [ˈɛdɪnbərə] 듣기 (도움말·정보), 스코틀랜드 게일어: Dùn Èideann [ˈt̪uːn ˈeːtʲən̪ˠ], 스코트어: Edinburgh)는 스코틀랜드의 수도이며, 글래스고 다음으로 큰 도시다. 1437년 스코틀랜드의 수도가 되었으며, 이후 스코틀랜드의 문화, 정치, 교육, 관광의 중심지 역할을 하고 있다. 18세기 스코틀랜드를 유럽의 상업, 지식, 산업, 문학, 교육의 중심지로 만든 스코틀랜드 계몽주의가 시작된 곳으로 역사적 의미를 갖고 있으며, 영어권에서 여섯 번째로 오래되고, 스코틀랜드에서 네 번째로 세워진 에든버러 대학교가 시내 중심에 위치해 있다.
주요 산업은 금융업과 관광업이며, 금융업은 영국 내에서 두 번째, 유럽에서 여섯 번째로 큰 규모이다. 영국 5대 은행 중 로이드 그룹(2008년 로이드에 편입된 뱅크오브스코틀랜드 포함)과 로열뱅크오브스코틀랜드(RBS) 그룹의 본사가 위치해 있다.
에든버러는 영국에서 런던에 다음으로 많은 관광객을 유치하며, 해마다 1300만 명이 찾는 관광도시이다. 특히 해마다 열리는 에든버러 축제가 유명한데, 각각의 축제들이 집중되는 8월 초부터 4주간은 시에 머무는 사람이 평소 거주자의 최소 2배 이상 늘어난다. 이러한 축제 중 에든버러 프린지 페스티벌(세계에서 가장 큰 행위예술 페스티벌), 에든버러 국제 페스티벌, 에든버러 밀리터리 타투, 에든버러 국제 영화제가 가장 이름나 있다.

## 어원

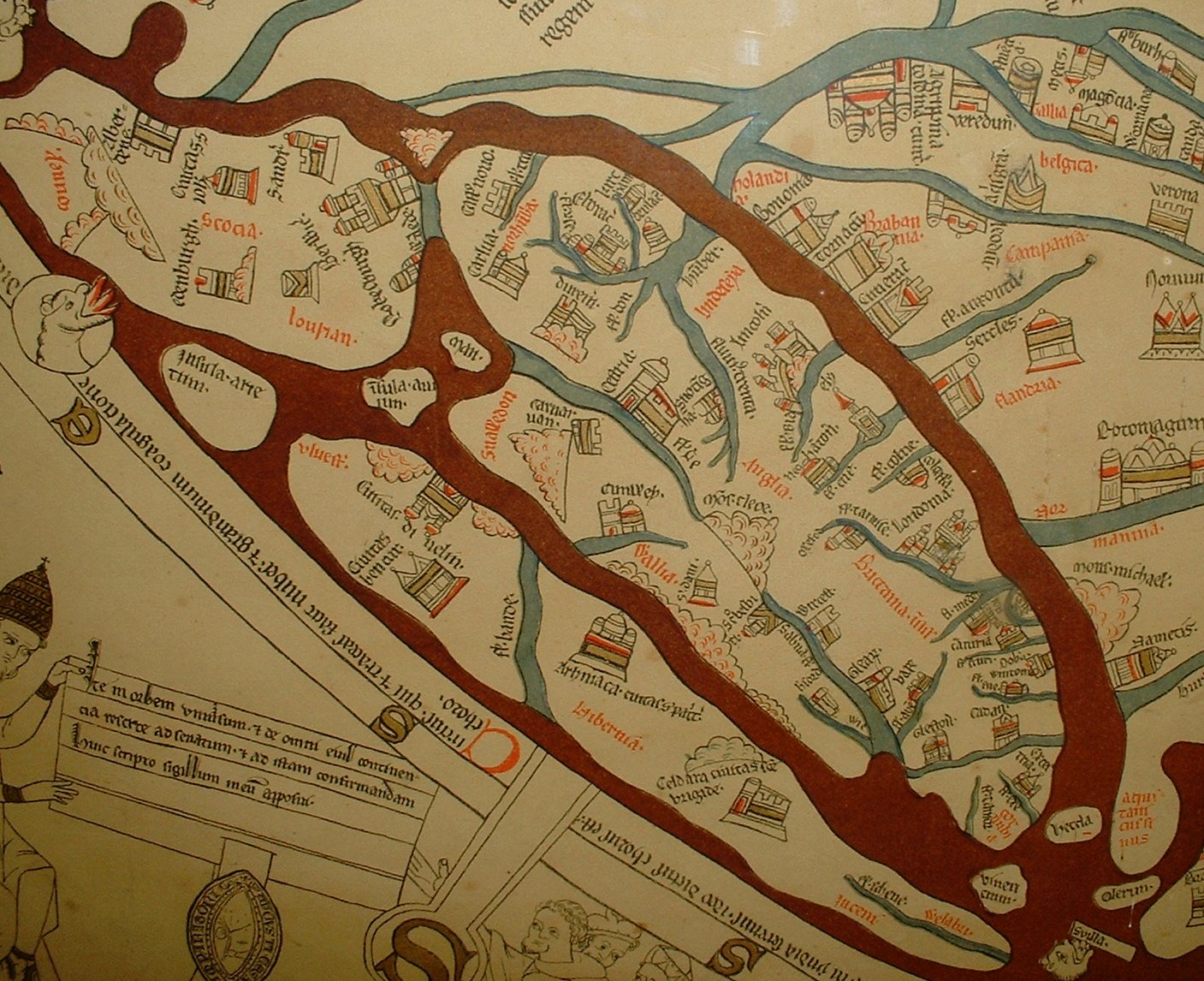
1300년경 영국에서 제작된 TO 지도에 그려진 영국, 에든버러가 표시되어 있다.

에든버러는 로마 제국 시기 브리튼섬의 북동부에 살았던 브리튼족의 일파인 고도딘족이 구릉위에 세운 요새의 이름 딘 에이든(브리튼어 Din Eidyn, Fort of Eidyn, 에이딘 요새)에서 유래되었다고 알려져 있다. 로마 제국이 기원 후 1세기 경 브리튼섬을 지배할 당시 로마의 기록에서 이 지역에 살고 있던 보타니족, 브리튼족 등의 이름을 살필 수 있다. 4세기경 작성된 시 Y 고도딘에는 "에이든의 높은 장벽"을 노래하는 구절이 나온다.
딘 에이든은 앵글족의 일파인 베르니시아에게 전파되어 에딘-버르(Edin-burh, Edwin's fort, 에드윈 요새)로 불렸으며, 이 후 고대 영어에 삽입되었다. 7세기경 노섬브리아 왕국의 에드윈 국왕과 비슷한 발음으로 인해 에딘-버르가 그로부터 비롯되었다는 속설이 발생하였으나 에든버러는 그보다 더 오래전부터 존재하였다. 버르(burh)는 게르만어족에서 성이나 요새를 가리키는 접미사로 쓰이며 독일어의 부르크(burg)와 같은 의미를 지닌다. 예를 들면 함부르크와 같은 지명이 있다. 브리튼어의 딘(Din), 라틴어의 파르쿠스(parucus), 그리스어의 피르고스(πύργος, pyrgos)도 같은 의미를 지닌 어미이다.

### 별칭
에든버러를 부르던 다른 이름 중에 널리 알려진 것은 올드 리키(Auld Reekie, 묵은 연기)가 있다. 에든버러는 오래전부터 석탄과 나무로 난방을 했는데 이 때문에 도시 전역이 굴뚝에서 나온 연기로 자욱했었기 때문에 이런 별칭이 붙였다. 이 외에도 엠브라(Embra) 또는 엠브로(Embro) 등으로 불리기도 한다.

## 역사

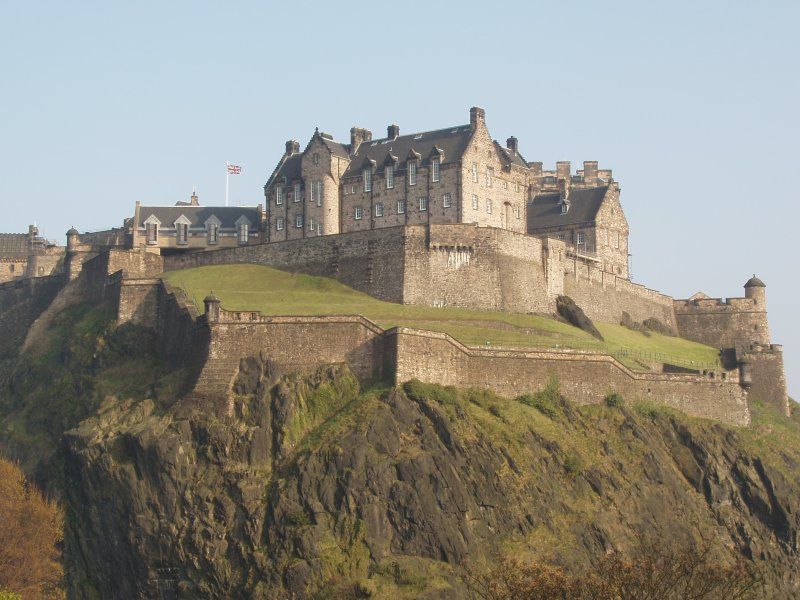
에든버러 성

### 중세
에든버러는 고대로부터 군사 요충지로 요새를 중심으로 한 발전이 이루어졌다. 7세기경 잉글랜드가 도시 인근을 점령하고 에이든-버르(Eiden-burh)에 요새를 구축했다. 10세기에 이르러 스코틀랜드는 도시를 탈환하여 11세기에 에든버러 성을 축조하였다. 12세기 경 번성하기 시작한 에든버러는 1128년 스코틀랜드의 데이비드 1세가 도시에 홀리루드 궁을 건축한 이래 스코틀랜드의 수도가 되었다. 16세기 초 도시 인구는 1만 2천 명 정도였는데, 16세기 중반에는 1만 5천 명으로 늘었다. 1513년부터 1560년까지 도시의 남쪽에 잉글랜드를 방어하기 위한 성벽을 축조하였다. 1547년 잉글랜드의 침공과 약탈이 있었으며, 1571년 잉글랜드 내전 기간 동안 다시 한 번 공성전을 벌였다. 1585년에서 1645년까지 여러 차례 흑사병이 번져 많은 희생자가 발생하였다. 1583년 에든버러 대학교가 설립되었다.

### 근대
1707년 1707년 연합법에 의해 스코틀랜드와 잉글랜드가 상호 합의 하에 합병되어 그레이트브리튼 왕국이 되었다. 이에 따라 스코틀랜드 의회는 해산되었다. 1801년 도시의 인구가 10만 명을 넘어섰으며 1851년에는 17만명이 되었다. 1805년에는 신도시 구역이 건설되었고 아일랜드 대기근 이후 많은 아일랜드인의 이주가 이어졌다. 1842년 철도가 에든버러에 연결되었다. 에든버러의 거리에 처음 전기 가로등이 설치된 때는 1895년이었다.

### 현대
20세기에 들어 에든버러는 금융 산업의 발전이 두드러졌다. 도시의 명물인 꽃시계는 1903년 세워졌으며 1913년에는 동물원이 문을 열었다. 1930년대 의회의 교외 이전을 시작하여 1945년 완공하였다. 1999년에는 스코틀랜드 의회가 해산된 지 292년 만에 다시 구성되었고, 최근에 새로운 의회 건물이 완공되었다.

## 기후
다른 스코틀랜드 지역과 같이, 애든버러는 해양성 기후가 나타나 고위도 지역이지만 기온은 온화하다. 겨울은 보통 온화하고 드물게 영하로 기온이 내려간다. 여름의 기온은 온난하고 낮 최고 기온은 22 °C를 넘는 경우가 거의 없다. 1975년 8월 4일에 턴하우스 공항에서 기온이 31.4 °C를 넘어 최고 기온을 기록했다. 2010년 11월에 고버뱅크에서 -14.6 °C로 최저 기온을 기록했다. 바다와 가까이 있어 바다가 에든버러의 기온이 큰 폭으로 변하는 것을 완화시켜 준다. 해안과 산 사이에 있다는 지리적 특성 때문에 바람이 많이 분다. 글래스고와 같이 서쪽에 있는 도시가 아니지만 남서쪽의 북대서양으로부터 불어오는 편서풍의 영향을 받는다. 에든버러에서 부는 편서풍은 따뜻하고 불안정한 기류이며 이로 인해 강우가 생기기도 한다. 일 년 중 비는 상당히 고르게 내린다. 동쪽에서 불어오는 바람은 차고 건조하며 차가운 바다 안개를 동반한다. 유럽의 폭풍으로 알려진 대서양의 저기압은 10월과 5월 사이에 영향을 미친다.
| 에든버러 (에든버러 왕립식물원)의 기후                          | 에든버러 (에든버러 왕립식물원)의 기후 | 에든버러 (에든버러 왕립식물원)의 기후 | 에든버러 (에든버러 왕립식물원)의 기후 | 에든버러 (에든버러 왕립식물원)의 기후 | 에든버러 (에든버러 왕립식물원)의 기후 | 에든버러 (에든버러 왕립식물원)의 기후 | 에든버러 (에든버러 왕립식물원)의 기후 | 에든버러 (에든버러 왕립식물원)의 기후 | 에든버러 (에든버러 왕립식물원)의 기후 | 에든버러 (에든버러 왕립식물원)의 기후 | 에든버러 (에든버러 왕립식물원)의 기후 | 에든버러 (에든버러 왕립식물원)의 기후 | 에든버러 (에든버러 왕립식물원)의 기후 |
| 월                                                             | 1월                                   | 2월                                   | 3월                                   | 4월                                   | 5월                                   | 6월                                   | 7월                                   | 8월                                   | 9월                                   | 10월                                  | 11월                                  | 12월                                  | 연간                                  |
| -------------------------------------------------------------- | ------------------------------------- | ------------------------------------- | ------------------------------------- | ------------------------------------- | ------------------------------------- | ------------------------------------- | ------------------------------------- | ------------------------------------- | ------------------------------------- | ------------------------------------- | ------------------------------------- | ------------------------------------- | ------------------------------------- |
| 역대 최고 기온 °C (°F)                                         | 15.0 (59.0)                           | 15.2 (59.4)                           | 20.0 (68.0)                           | 22.8 (73.0)                           | 29.0 (84.2)                           | 27.8 (82.0)                           | 31.6 (88.9)                           | 31.4 (88.5)                           | 26.7 (80.1)                           | 24.4 (75.9)                           | 20.6 (69.1)                           | 15.4 (59.7)                           | 31.6 (88.9)                           |
| 일평균 최고 기온 °C (°F)                                       | 7.3 (45.1)                            | 8.0 (46.4)                            | 9.7 (49.5)                            | 12.2 (54.0)                           | 14.9 (58.8)                           | 17.4 (63.3)                           | 19.3 (66.7)                           | 19.1 (66.4)                           | 16.9 (62.4)                           | 13.4 (56.1)                           | 9.9 (49.8)                            | 7.3 (45.1)                            | 13.0 (55.4)                           |
| 일일 평균 기온 °C (°F)                                         | 4.5 (40.1)                            | 4.8 (40.6)                            | 6.3 (43.3)                            | 8.4 (47.1)                            | 11.0 (51.8)                           | 13.7 (56.7)                           | 15.4 (59.7)                           | 15.3 (59.5)                           | 13.3 (55.9)                           | 10.0 (50.0)                           | 6.8 (44.2)                            | 4.5 (40.1)                            | 9.5 (49.1)                            |
| 일평균 최저 기온 °C (°F)                                       | 1.7 (35.1)                            | 1.7 (35.1)                            | 2.9 (37.2)                            | 4.7 (40.5)                            | 7.1 (44.8)                            | 9.9 (49.8)                            | 11.6 (52.9)                           | 11.5 (52.7)                           | 9.7 (49.5)                            | 6.7 (44.1)                            | 3.8 (38.8)                            | 1.6 (34.9)                            | 6.1 (43.0)                            |
| 역대 최저 기온 °C (°F)                                         | −15.5 (4.1)                           | −11.7 (10.9)                          | −11.1 (12.0)                          | −6.1 (21.0)                           | −2.4 (27.7)                           | 1.1 (34.0)                            | 4.4 (39.9)                            | 2.2 (36.0)                            | −1.1 (30.0)                           | −3.7 (25.3)                           | −8.3 (17.1)                           | −11.5 (11.3)                          | −15.5 (4.1)                           |
| 평균 강수량 mm (인치)                                          | 64.7 (2.55)                           | 53.1 (2.09)                           | 48.5 (1.91)                           | 40.8 (1.61)                           | 47.6 (1.87)                           | 66.2 (2.61)                           | 72.1 (2.84)                           | 71.6 (2.82)                           | 54.9 (2.16)                           | 75.7 (2.98)                           | 65.3 (2.57)                           | 67.4 (2.65)                           | 727.7 (28.65)                         |
| 평균 강수일수 (≥ 1.0 mm)                                       | 12.4                                  | 9.8                                   | 9.8                                   | 8.6                                   | 9.6                                   | 10.4                                  | 11.5                                  | 10.4                                  | 9.9                                   | 11.7                                  | 11.7                                  | 12.3                                  | 128.3                                 |
| 평균 월간 일조시간                                             | 55.2                                  | 82.2                                  | 117.3                                 | 157.3                                 | 194.7                                 | 161.8                                 | 169.9                                 | 160.0                                 | 130.1                                 | 99.4                                  | 72.1                                  | 49.2                                  | 1,449.1                               |
| 출처 1: 영국 기상청 (평년값: 1991년~2020년, 극값: 1960년~현재) |                                       |                                       |                                       |                                       |                                       |                                       |                                       |                                       |                                       |                                       |                                       |                                       |                                       |
| 출처 2: 네덜란드 왕립 기상연구소                               |                                       |                                       |                                       |                                       |                                       |                                       |                                       |                                       |                                       |                                       |                                       |                                       |                                       |

## 지역 출신의 유명한 인물
- 애덤 스미스
- 데이비드 흄
- 아서 코난 도일

## 인구
| 연도  | 인구    | ±%     |
| ----- | ------- | ------ |
| 1801  | 82,560  | —      |
| 1811  | 102,987 | +24.7% |
| 1821  | 138,235 | +34.2% |
| 1831  | 161,909 | +17.1% |
| 1841  | 166,450 | +2.8%  |
| 1851  | 193,929 | +16.5% |
| 1901  | 303,638 | +56.6% |
| 1911  | 320,318 | +5.5%  |
| 1921  | 420,264 | +31.2% |
| 1931  | 439,010 | +4.5%  |
| 1951  | 466,761 | +6.3%  |
| 출처: |         |        |

## 지역

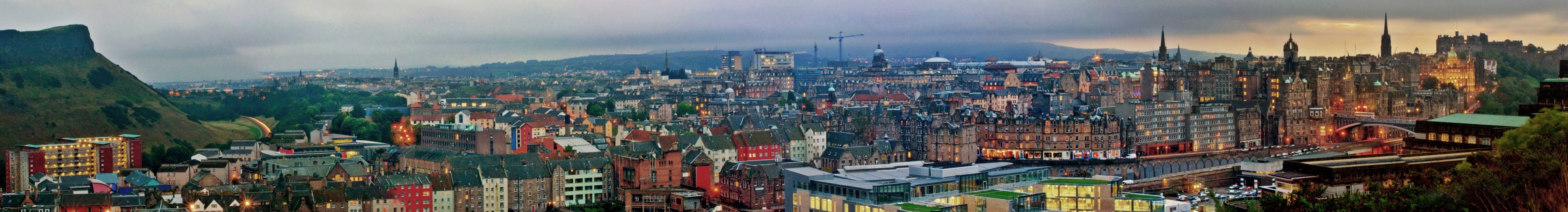
칼튼힐의 넬슨 모뉴먼트(기념건물)에서 찍은 에든버러 구시가와 남부 지역의 전경을 담은 파노라마

### 중심가
에든버러의 전통적인 중심지는 프린시스 스트리트 가든을 중심으로 남북으로 나뉜다. 남쪽에는 에든버러 성과 로열마일을 중심으로 구시가지가 자리 잡고 있고, 북쪽에는 프린시스 스트리트와 신시가지가 있다. 프린스 스트리트 가든은 1816년 에든버러 북쪽의 노르 로치에 위치한 습지 위에 세워졌다. 에든버러 성의 바로 서쪽으로 금융 지구가 맞닿고, 에든버러 인터내셔널 컨퍼런스 센터와 같은 주요 건물이 금융지구 내에 있다.

### 구시가지

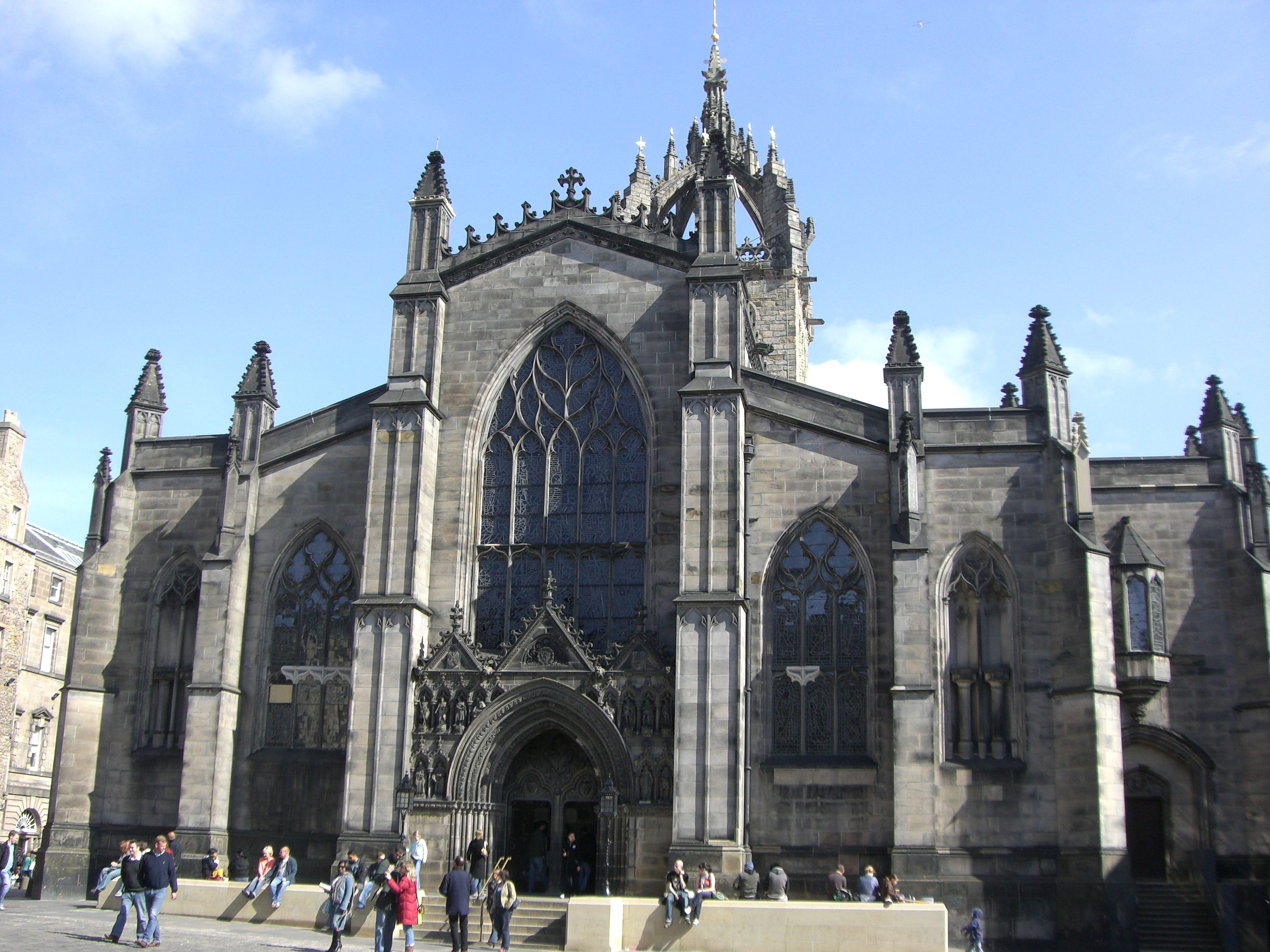
성 길레스 성당.

에든버러의 구시가지는 중세 시대에 형성된 이후 개발을 거듭하여 현재의 모습이 되었다. 구시가지는 에든버러 성과 홀리루드 궁전을 잇는 로얄마일을 중심으로 클로즈(Close)라 불리는 좁은 골목길 뒤편에 위피한 여러 시장, 성 자일스 교회와 같은 중세 유적이 있다. 또한 구시가지에는 스코틀랜드 국립 박물관이 위치해 있다.

### 신시가지
신시가지는 1800년대에 구시가지의 인구를 분산시킬 목적으로 건설되었다. 1766년 계몽주의적 합리성을 바탕으로 제임스 크레이그(당시 22세)에 의해 설계되었다. 신시가지는 조지 스트리트를 중심으로 펼쳐지며, 남쪽의 구시가지와 연결되어 있다. 신시가지에는 스코틀랜드 자치정부 총리의 관저인 부트 하우스가 있다.

## 자매 도시
- 독일 뮌헨 (1954년)
- 프랑스 니스 (1958년)
- 이탈리아 피렌체 (1964년)
- 뉴질랜드 더니든 (1974년)
- 캐나다 밴쿠버 (1977년)
- 미국 샌디에이고 (1977년)
- 스페인 세고비아 (1985년)
- 중국 시안시 (1985년)
- 우크라이나 키이우 (1989년)
- 덴마크 올보르 (1991년)
- 일본 교토부 (1994년)
- 폴란드 크라쿠프 (1995년)